# Couvent des Capucins (Le Vigan)
Pour les articles homonymes, voir Couvent des Capucins.
Le Couvent des Capucins est situé rue du palais dans la commune française du Vigan et le département du Gard.

## Installation des Capucins
Les frères capucins sont envoyés au Vigan après les guerres de Religion sur ordre de Louis XIII. Ils sont de très bons orateurs et sont chargés de ramener dans le giron de Rome les populations gagnées aux idées protestantes.
Afin de pérenniser leur installation, les travaux d'un couvent et d'une vaste chapelle débutent en 1631.
À partir de 1743, une nouvelle chapelle est construite (c'est aujourd'hui le temple de l'église réformée).

## XIXesiècle
Le couvent ferme lors de la Révolution et est transformé par la suite en tribunal.
Dans les années 1980, une partie des bâtiments au rez-de-chaussée est affectée à la bibliothèque municipale. C'est aujourd'hui l'espace Lucie Aubrac.